# Chronologie der portugiesischen Entdeckungen

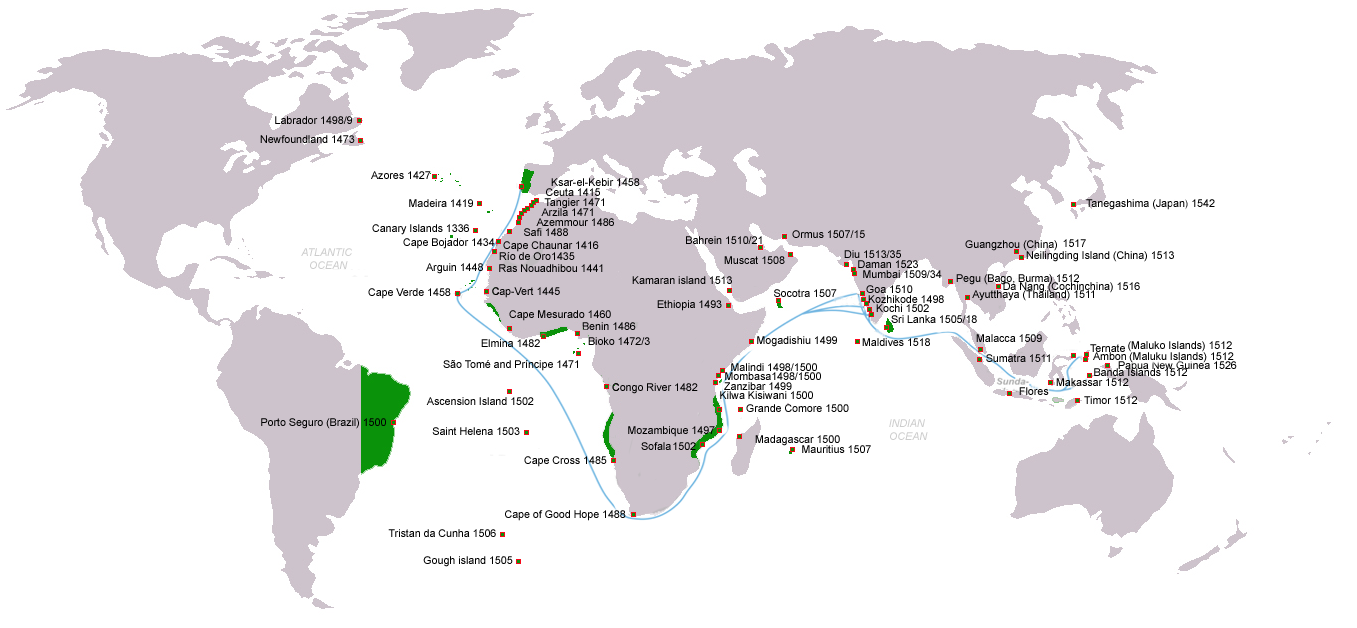
Portugiesische Entdeckungen, Reisen und Beteiligungen: Daten und erste Orte der Landungen zwischen 1415–1543, Hauptrouten im Indischen Ozean (blau), Gebiete Portugals in der Regierungszeit von König Johann III. (grün)

| Datum          | Entdeckung | Ozean/Meer               | Kontinent/Archipel               | König                    |  |
| 1336           | Mögliche erste Expedition der Portugiesen zu den Kanarischen Inseln, denen weitere Expeditionen in den Jahren 1340 und 1341 folgten, obwohl dies umstritten ist. | Atlantik                 | Kanaren                          | Alfons IV. (1325–1357)   |  |
| 1415           | Unter dem Kommando von Johann I. erobern portugiesischen Truppen Ceuta. Dieses Ereignis wird allgemein als der Beginn der portugiesischen Expansion bezeichnet und damit der Entdeckungen der Portugiesen. | Mittelmeer               | Nordafrika                       | Johann I. (1385–1433)    |  |
| 1419           | João Gonçalves Zarco und Tristão Vaz Teixeira entdecken die Insel Porto Santo auf Madeira. | Atlantik                 | Archipel von Madeira             | Johann I. (1385–1433)    |  |
| 1420           | Dieselben Seefahrer entdecken zusammen mit Bartolomeu Perestrelo die Insel Madeira, die im Anschluss kolonisiert wird. | Atlantik                 | Archipel von Madeira             | Johann I. (1385–1433)    |  |
| 1422           | In der Folge Reisen nach dem Kap Nun, das von Arabern und Europäern nach dem Süden hin als äußerste schiffbare Grenze betrachtet wird. Kap Nun wird überschritten und Kap Bojador wird erreicht. | Atlantik                 | Afrika                           | Johann I. (1385–1433)    |  |
| 1427           | Diogo de Silves entdeckt oder wiederentdeckt die zentralen und westlichen Inseln der Azoren, die im Jahre 1431 durch Gonçalo Velho Cabral kolonisiert und ab 1439 besiedelt werden. | Atlantik                 | Archipel der Azoren              | Johann I. (1385–1433)    |  |
| 1434           | Gil Eanes umrundet das Kap Bojador und zerstreut endgültig die Angst, die Seefahrer bislang von diesem Vorgebirge hatten. | Atlantik                 | Westsahara                       | Eduard (1433–1438)       |  |
| 1435–1436      | Gil Eanes und Afonso Gonçalves Baldaia entdecken Angra dos Ruivos und letzterer erreicht den Río de Oro. in der Westsahara. |                          | Westsahara                       | Eduard (1433–1438)       |  |
| 1441           | Nuno Tristão erreicht Ras Nouadhibou mit Gonçalo Afonso. | Atlantik                 | Afrika (Mauretanien)             | Alfons V. (1438–1481)    |  |
| 1443           | Nuno Tristão segelt in den Golf von Arguin. | Atlantik                 | Afrika (Mauretanien)             | Alfons V. (1438–1481)    |  |
| 1443           | Der Herrscher D. Pedro dekretiert das Monopol der Schifffahrt an der westafrikanischen Küste, das durch die päpstliche Bulle Rex regum, an seinem Bruder Heinrich der Seefahrer verliehen wurde. | –                        | –                                | Alfons V. (1438–1481)    |  |
| 1444           | Dinis Dias entdeckt die Kapverdischen Inseln, (Dakar) und die Insel Gorée. | Atlantik                 | Afrika (Senegal)                 | Alfons V. (1438–1481)    |  |
| 1445           | Álvaro Fernandes passiert Cabo Verde (Kap) sowie Gorée und erreichte das „Kap der Masten“ (Rotes Kap ?), wahrscheinlich zwischen dem Kap Cabo Verde und dem Gambia-Fluss gelegen. | Atlantik                 | Afrika (Senegal, Gambia)         | Alfons V. (1438–1481)    |  |
| 1446           | Álvaro Fernandes erreicht den Norden von Guiné-Bissau. | Atlantik                 | Afrika (Guiné-Bissau)            | Alfons V. (1438–1481)    |  |
| 1452           | Diogo de Teive entdeckt die Azoreninseln Flores und Corvo. | Atlantik                 | Archipel der Azoren              | Alfons V. (1438–1481)    |  |
| 1455           | Die Bulle Romanus Pontifex von Papst Nicolas V. bestätigt die bisherigen portugiesischen Eroberungen und legt fest, dass alle Ländereien und Meere südlich von Kap Bojador und Kap Nun Besitztümer der Könige von Portugal sind. | –                        | –                                | Alfons V. (1438–1481)    |  |
| 1455           | Alvise Cadamosto erforscht den Fluss Gambia bis zum Rio Geba in Guiné-Bissau sowie den Bissagos-Archipel. An der Mündung des Gambia beobachtet er das fast vollständige Verschwinden des Polarsterns hinterm Horizont und skizzierte eine erste Darstellung des Kreuz des Südens. | Atlantik                 | Afrika (Gambia, Guiné-Bissau)    | Alfons V. (1438–1481)    |  |
| 1456–1460      | Auf den Reisen von Alvise Cadamosto, Diogo Gomes und António da Noli werden die ersten Inseln des Archipels der Kapverden (Boavista, Santiago, Maio und Sal) erkundet. | Atlantik                 | Kap Verde                        | Alfons V. (1438–1481)    |  |
| 1459           | Alfons V. lässt eine Weltkarte (Mapa-múndi) anfertigen, die das geografische Wissen der Epoche von Fra Mauro und Andrea Bianco vereint. | –                        | –                                | Alfons V. (1438–1481)    |  |
| 1460           | Tod von Heinrich dem Seefahrer. Er hat die systematische Erforschung des Atlantik entlang der afrikanischen Küste zu seinen Lebzeiten erreicht, von 8 Grad Nord bis 40 Grad Ost (Saragossasee), mit der Ankunft des Pedro de Sintra, genannt Sierra Leone. | –                        | –                                | Alfons V. (1438–1481)    |  |
| 1461           | Diogo Gomes und Antonio da Noli erforschen weiter die Kapverden. | Atlantik                 | Archipel der Kapverden           | Alfons V. (1438–1481)    |  |
| 1462           | Diogo Afonso entdeckt die 5 westlichen Kapverden-Inseln (Brava, São Nicolau, São Vicente, Santo Antão und die kleinen unbewohnten Inseln Branco und Ilhéu Raso). | Atlantik                 | Archipel der Kapverden           | Alfons V. (1438–1481)    |  |
| 1469           | Vertrag von Fernão Gomes da Mina zur Exploration der südlichen Küste von Guiné bis in den Süden von Sierra Leone; Beginn des Handels mit Paradieskörnern, der bis 1475 andauert. | –                        | –                                | Alfons V. (1438–1481)    |  |
| 1471           | João de Santarém und Pêro Escobar treffen auf den Golf von Guinea, erreichen die Gegend um das Kap der drei Spitzen in Ghana sowie das Nigerdelta. | Atlantik                 | Afrika (Ghana, Nigeria)          | Alfons V. (1438–1481)    |  |
| 1472           | Rui de Sequeira erreicht Benin, benennt das Land Lagoa de Lagos („Bucht von Lagos“), Lagos, (Nigeria). | Atlantik                 | Afrika (Benin, Nigeria)          | Alfons V. (1438–1481)    |  |
| 1472–1473      | Fernão do Pó erkundet den Wouri-Fluss und benennt die Gegend Camarões, nach den Garnelen die dort gefunden wurde, das heutige Kamerun und die Inseln Bioko und Annobón. | Atlantik                 | Afrika (Golf von Guinea)         | Alfons V. (1438–1481)    |  |
| 1472–1474      | João Vaz Corte-Real und Álvaro Martins Homem könnten beide Neufundland erreicht haben. Diese Entdeckung ist nicht belegbar. | Atlantik                 | Nordamerika (Kanada)             | Alfons V. (1438–1481)    |  |
| 1473           | Lopo Gonçalves entdeckt das Cap Lopez, an der Mündung zum Ogooué-Fluss und wird als erstem Menschen die Überquerung des Äquators zugeschrieben zum Erreichen der Südhalbkugel. | Atlantik                 | Afrika (Gabun)                   | Alfons V. (1438–1481)    |  |
| 1474           | Alfons V. konsultiert den Geografen Toscanelli, der die Navigation Richtung Westen empfiehlt, um Indien zu erreichen. | –                        | –                                | Alfons V. (1438–1481)    |  |
| 1475           | Bevor der Vertrag von Fernão Gomes ausläuft, erreichen Rui de Sequeira und Lopo Gonçalves das Kap St. Catherine, bei 2 Grad südlicher Breite | Südatlantik              | Afrika (Gabun)                   | Alfons V. (1438–1481)    |  |
| 1479           | Der Vertrag von Alcáçovas etabliert die Kontrolle Portugals über die Azoren, Guiné, Elmina, Madeira und Kap Verde sowie die Kontrolle Kastiliens über die Kanarischen Inseln. | –                        | –                                | Alfons V. (1438–1481)    |  |
| 1481           | In der päpstlichen Bulle Aeterni regis werden alle Gebiete südlich der Kanarischen Inseln den Portugiesen zugesprochen. | Atlantik                 | Südhalbkugel                     |                          |  |
| 1482–1484      | Diogo Cão erreicht die Mündung des Kongo (Kongo), wo er ein steinernes Kreuz (Padrão) errichtet, im Austausch der bisher benutzten Holzkreuze; anschließend fuhr 150 km flussaufwärts bis zu den Ielala-Fällen bei Matadi. | Atlantik                 | Afrika (Kongo, Angola)           | Johann II. (1481–1495)   |  |
| 1484–1486      | Afonso de Paiva, Duarte Pacheco Pereira und José Vizinho nehmen mit dem Königreich Benin Kontakt auf, wobei sie die Anwesenheit von Pfeffer als geografische Nähe zu Indien auffassen. | Atlantik                 | Afrika (Nigeria)                 | Johann II. (1481–1495)   |  |
| 1485–1486      | Zweite Reise von Diogo Cão mit dem Deutschen Martin Behaim als Kosmograf; sie passieren das Kreuzkap und kommen bis zur Walfischbucht in Namibia. | Atlantik                 | Afrika (Namibia)                 | Johann II. (1481–1495)   |  |
| 1487           | Gonçalo Eanes und Pêro de Évora befahren den Senegal-Fluss aufwärts bei einer Expedition ins Hinterland Afrikas bis nach Tucurol ? und Timbuktu. | –                        | Afrika (Mauretanien, Senegal)    | Johann II. (1481–1495)   |  |
| 1487           | Afonso de Paiva und Pêro da Covilhã verlassen Lissabon auf der Suche nach dem Reich des Priesterkönigs Johannes in Äthiopien auf dem Landweg. |                          | Afrika (Äthiopien)               | Johann II. (1481–1495)   |  |
| 1487–1488      | Bartolomeu Dias umrundet das Kap der Stürme, später Kap der guten Hoffnung genannt und krönt 50 Jahre Anstrengungen mit unzähligen Expeditionen, wobei er erstmals in den Indischen Ozean segelt. Afonso de Paiva und Pêro da Covilhã erreichen Aden. | Atlantik Indischer Ozean |                                  | Johann II. (1481–1495)   |  |
| 1489–1492      | Verschiedene Expeditionen in den Südatlantik zur Kartierung der Windverhältnisse. | Atlantik                 |                                  | Johann II. (1481–1495)   |  |
| 1494           | Unterzeichnung des Vertrages von Tordesillas, der die noch zu entdeckende Welt, zwischen Portugal und dem kürzlich gebildeten Königreich Spanien „aufteilt“, nachdem König Johann II. die spanischen Ansprüche nach der Reise von Christoph Kolumbus abgewehrt hatte. | –                        | –                                | Johann II. (1481–1495)   |  |
| 1495 oder 1500 | Reise von João Fernandes Lavrador und Pero de Barcelos nach Grönland (Bacalao (Insel)). Die beiden sehen auf dieser Reise Land, das sie Labrador (Lavrador) bezeichnen. | Atlantik                 | Nordamerika (Grönland)           | Manuel I. (1495–1521)    |  |
| 1497–1499      | Vasco da Gama kommandiert die erste Flotte, die Afrika umsegelt und Kalikut in Indien erreicht. | Indischer Ozean          | Asien (Indien)                   | Manuel I. (1495–1521)    |  |
| 1498           | In geheimer Mission erforscht Duarte Pacheco Pereira den Südatlantik und erreicht die Mündung des Amazonas sowie die Insel Marajó. Es gibt keine bekannten Aufzeichnungen darüber. | Atlantik                 | Südamerika                       | Manuel I. (1495–1521)    |  |
| 1500–1501      | Eine zweite Flotte, geleitet von Pedro Álvares Cabral, landet bei Porto Seguro in Brasilien. | Atlantik                 | Südamerika (Brasilien)           | Manuel I. (1495–1521)    |  |
| 1500–1501      | Gaspar Corte-Real und Miguel Corte-Real erreichen Neufundland, das sie zunächst Terras de Corte Real benennen. | Atlantik                 | Nordamerika (Kanada)             | Manuel I. (1495–1521)    |  |
| 1500           | Am 10. August entdeckt der Navigator von Pedro Álvares Cabral, Diogo Dias, während der zweiten Reise nach Indien eine Insel, die er São Lourenço tauft, die später in Madagaskar umbenannt wird. | Indischer Ozean          | Ostafrika (Madagaskar)           | Manuel I. (1495–1521)    |  |
| 1502           | Auf der Rückreise von Indien sieht Vasco da Gama die Amiranten (Seychellen). | Indischer Ozean          | Ostafrika                        | Manuel I. (1495–1521)    |  |
| 1502           | Miguel Corte-Real bricht nach Neuengland auf, um seinen Bruder Gaspar zu suchen. João da Nova entdeckt die Insel Ascension. Fernão de Noronha entdeckt die Inseln die seinen Namen tragen, Fernando de Noronha, in Pernambuco (Brasilien). | Atlantik                 | Südamerika                       | Manuel I. (1495–1521)    |  |
| 1503           | Bei der Rückreise aus dem Orient entdeckt Estêvão da Gama die Insel St. Helena. | Atlantik                 | Afrika                           | Manuel I. (1495–1521)    |  |
| 1503           | Auf dem Weg nach Indien ist António de Saldanha der allererste Europäer, der vor der Saldanha Bay ankert, den Tafelberg in Südafrika hinaufsteigt und ihm seinen Namen gibt. | Atlantik                 | Südafrika                        | Manuel I. (1495–1521)    |  |
| 1505           | Gonçalo Álvares sticht mit der Flotte des ersten Vizekönigs in See Richtung Süden, wo „das Wasser und auch der Wein gefrieren“ und entdeckt die Gough-Insel | Atlantik                 |                                  | Manuel I. (1495–1521)    |  |
| 1505–1506      | Lourenço de Almeida wird zu den Malediven ausgeschickt und erreicht, wie er es nennt, Portugiesisch Ceylon (Sri Lanka), die „Taprobana“ (historischer Name für Sri Lanka in klassischen griechischen Aufzeichnungen). | Indischer Ozean          | Asien                            | Manuel I. (1495–1521)    |  |
| 1506           | Tristão da Cunha entdeckt Tristan da Cunha im Südatlantik. Portugiesische Seefahrer landen in Madagaskar. | Atlantik                 | (Südafrika, Mosambik)            | Manuel I. (1495–1521)    |  |
| 1507–1512      | Portugiesen waren die ersten, die auf den Maskarenen im Indischen Ozean landen, benannt zu Ehren von Pedro Mascarenhas | Indischer Ozean          | Maskarenen                       | Manuel I. (1495–1521)    |  |
| 1509           | Diogo Lopes de Sequeira durchsegelt den Golf von Bengalen und erreicht Sumatra und Malakka (Malaysia); mit ihm reist Ferdinand Magellan, welcher später im Dienst Spaniens die erste Weltumsegelung, von 1519 bis 1522 machen wird. | Indischer Ozean          | Asien (Südostasien)              | Manuel I. (1495–1521)    |  |
| 1511           | Erster Europäer im Königreich Siam (Thailand) ist Duarte Fernandes, der von Afonso de Albuquerque anlässlich der Eroberung von Malakka beauftragt wurde, dort hinzugehen. | Indischer Ozean          | Asien (Thailand)                 | Manuel I. (1495–1521)    |  |
| 1511           | Rui Nunes da Cunha ist der erste Europäer in Pegu (Birma, Myanmar), von Albuquerque hingeschickt. | Indischer Ozean          | Asien (Birma)                    | Manuel I. (1495–1521)    |  |
| 1511           | António de Abreu, Francisco Serrão und Simão Afonso Bisagudo werden von Albuquerque auf der Suche nach den Gewürzinseln losgeschickt. Sie erleiden in Ternate auf den Molukken (Indonesien) Schiffbruch. | Indischer Ozean          | Asien (Südostasien)              | Manuel I. (1495–1521)    |  |
| 1512           | António de Abreu erreicht die Inseln Timor, die Banda-Inseln, die Insel Ambon und Seram. | Indischer Ozean          | Asien (Südostasien)              | Manuel I. (1495–1521)    |  |
| 1512           | Pedro Mascarenhas entdeckt das Atoll Diego Garcia, erreicht auch die Inseln Mauritius, die bereits durch frühere Expeditionen von Diogo Dias und Afonso de Albuquerque bekannt sind. | Indischer Ozean          | Maskarenen                       | Manuel I. (1495–1521)    |  |
| 1512–1514      | João de Lisboa und Estevão Fróis erkunden das Mündungsgebiet des Río de la Plata und wahrscheinlich den Golfo San Matías bei 42 Grad Süd in Argentinien. Der Geldgeber der Reise, Cristóvão de Haro, ist Zeitzeuge und erfährt von der Nachricht, dass Lisboa und Fróis den Weissen König (den Inka-Herrscher) gefunden hätten, sowie die „silberne Axt“ von den Eingeborenen erhalten haben und diese König Manuel I. anboten.                                                            | Atlantik                 | Südamerika (Uruguay/Argentinien) | Manuel I. (1495–1521)    |  |
| 1513           | Afonso de Albuquerque überquert die Meeresstraße von Bab al-Mandab im Roten Meer und führt die erste europäische Flotte an, die in diesen Gewässern segelte. | Rotes Meer               | Afrika/Asien                     | Manuel I. (1495–1521)    |  |
| 1513           | Jorge Álvares reist von Malakka in den Süden Chinas und ist der erste Europäer auf der Insel Nei Lingding Dao, im Mündungsgebiet des Perlflusses. | Indischer Ozean Pazifik  | Asien (China)                    | Manuel I. (1495–1521)    |  |
| 1516           | Portugiesen legen in Da Nang fest, im Königreich Champa und nennen es Cochin, (heute Vietnam). | Indischer Ozean          | Asien (Indochina)                | Manuel I. (1495–1521)    |  |
| 1516–1517      | Rafael Perestrelo befehligt das erste Handelsschiff, das in Kanton (Guangzhou), China im Hafen anlegt. Fernão Pires de Andrade und Tomé Pires werden von König Manuel I. losgeschickt, um die offiziellen Beziehungen zwischen dem portugiesischen Reich und der Ming-Dynastie während der Herrschaft von Kaiser Zhengde zu errichten. | Indischer Ozean Pazifik  | Asien (China)                    | Manuel I. (1495–1521)    |  |
| 1520           | Francisco Álvares kommt mit einer diplomatischen Abordnung nach Äthiopien, wo sie auf Pêro da Covilhã treffen. | Indischer Ozean          | Afrika                           | Manuel I. (1495–1521)    |  |
| 1520           | Als Diogo Pacheco Kimberley in Australien besucht und auf der Suche nach dem Insel-Gold ist, das nach Angaben von Einheimischen südlich und südöstlich von Sumatra, Java und Sunda gelegen sein soll, wird ihm von Malaien und Bewohnern Sumatras davon erzählt. (Entdeckung offiziell nicht anerkannt) | Indischer Ozean Pazifik  | (Südostasien/Ozeanien)           | Manuel I. (1495–1521)    |  |
| 1521           | Cristóvão de Mendonça entdeckt Australien und Neuseeland, nachdem er von Belém bei Lissabon aus gestartet ist (nicht offiziell anerkannt). | Indischer Ozean Pazifik  | (Ozeanien)                       | Johann III. (1521–1557)  |  |
| 1525           | Gomes de Sequeira und Diogo da Rocha werden vom Gouverneur Jorge de Meneses beauftragt die Territorien nördlich der Molukken zu erforschen. Sie sind die ersten Europäer, die die Karolinen, nordöstlich von Neuguinea erforschen, die sie „Ilhas de Sequeira“ nennen. (Australien wurde von Christopher de Mendonça und Gomes de Sequeira im Jahr 1525 entdeckt, aber nicht offiziell anerkannt).                                                                                         | Pazifik                  | Karolinen                        | Johann III. (1521–1557)  |  |
| 1525           | Im Dienst Spaniens erkundet Aleixo Garcia den Río de la Plata, als Mitglied der Expedition von Juan Díaz de Solís; später führt er eine private Expedition von Europäern und Guarani-Indianern nach Paraguay und Bolivien. Aleixo Garcia ist acht Jahre vor Francisco Pizarro der erste Europäer, der den Chaco durchquert und der es auch fertigbringt, bis zu den äußeren Verteidigungslinien des Inkareiches in den Bergen der Anden und der Region Sucre, heute Bolivien, vorzustoßen. | Südamerika               | Brasilien/Paraguay/Bolivien      | Johann III. (1521–1557)  |  |
| 1526           | Jorge de Meneses erforscht die Nordküste Neuguineas und die vorgelagerten Inseln | Pazifik                  | Ozeanien (Melanesien)            | Johann III. (1521–1557)  |  |
| 1528           | Diogo Rodrigues erkundet den Maskarenen-Archipel, den er zu Ehren seines Kollegen Pedro Mascarenhas benennt, bestehend aus Réunion, Mauritius und Rodrigues. | Indischer Ozean          | Maskarenen                       | Johann III. (1521–1557)  |  |
| 1529           | Der Vertrag von Saragossa wird unterzeichnet. Damit wird der Vertrag von Tordesillas präzisiert, indem er eine östliche Demarkationslinie der portugiesischen und spanischen Entdeckungen festlegt und die so genannte „Molukken-Frage“ löst. | –                        | –                                | Johann III. (1521–1557)  |  |
| 1538           | João Fogaça erreicht Papua-Neuguinea, entsandt von António Galvão. | Pazifik                  | Ozeanien                         | Johann III. (1521–1557)  |  |
| 1542–1543      | Fernão Mendes Pinto, Diogo Zeimoto und Cristovão Borralho erreichen Japan. | Pazifik                  | Asien (Japan)                    | Johann III. (1521–1557)  |  |
| 1586           | António da Madalena, ein Kapuziner, war einer der ersten westlichen Besucher in Angkor (heute Kambodscha). |                          | Asien (Kambodscha)               | Philipp II. (1581–1598)  |  |
| 1602–1606      | Bento de Góis, ein Jesuiten-Missionar, war der erste Europäer, der den Landweg durch Zentralasien von Indien nach China nimmt. | –                        | Zentralasien                     | Philipp III. (1598–1621) |  |
| 1606           | Pedro Fernandes de Queirós erreicht den Archipel der Neuen Hebriden und landet auf einer großen Insel, von der er dachte, sie wäre Teil des Südkontinentes, den er suchte und nannte ihn Espiritu Santo, heute Vanuatu. | Pazifik                  | Ozeanien (Melanesien)            | Philipp III. (1598–1621) |  |
| 1606           | Luiz Váez de Torres (Nationalität ungeklärt) entdeckt, was heute unter der Torres-Straße bekannt ist. | Pazifik                  | Ozeanien (Australien, Neuguinea) | Philipp III. (1598–1621) |  |
| 1624           | Die Jesuiten-Missionare Antonio Freire de Andrade und Manuel Marques reisen dokumentiert als erste Europäer von Agra bis Tsaparang und erreichen das westliche Tibet | –                        | Asien (Tibet)                    | Philipp IV. (1621–1640)  |  |
| 1626           | Estêvão Cacella, ein Jesuiten-Missionar, reist als erster Europäer quer durch den Himalaya und erreicht Butan. | –                        | Asien (Butan)                    | Philipp IV. (1621–1640)  |  |
| 1636–1638      | Pedro Teixeira startet von Belém do Pará den Amazonas hinauf und erreicht Quito (Ecuador). An dieser Expedition nehmen mehr als tausend Menschen teil. | Amazonas                 | Brasilien (Amazonien)            | Philipp IV. (1621–1640)  |  |
| 1660–1662      | David Melgueiro bricht von der Insel Tanegashima in Japan auf und könnte die erste Durchquerung der Nordostpassage im Dienst der niederländischen Marine durchgeführt haben, doch die Reise wurde kaum dokumentiert. | Nordatlantik             | Sibirien                         | Alfons VI. (1656–1662)   |  |